# Endless Summer (Donna Summer)
| Recensione       | Giudizio |
| ---------------- | -------- |
| AllMusic         | [ 3 ]    |
| Robert Christgau | A        |

Endless Summer: Donna Summer's Greatest Hits è una raccolta della cantautrice statunitense Donna Summer pubblicata l'8 novembre 1994 dalle etichette Mercury Records e PolyGram, appena cinque settimane dopo l'album natalizio Christmas Spirit.

## Descrizione
Oltre a contenere i principali successi della cantante, generalmente nel formato da singolo (a differenza della precedente raccolta The Donna Summer Anthology, che conteneva canzoni nella loro versione lunga originale), la raccolta presenta anche due inediti, Melody of Love (Wanna Be Loved) e Any Way at All, il primo dei quali raggiunse il primo posto nelle classifiche dance statunitensi.
La scaletta delle tracce varia a seconda del Paese di pubblicazione in base al successo che ebbero in ognuno; ad esempio, Heaven Knows e The Wanderer, grandi successi negli Stati Uniti, non compaiono nell'edizione europea, dove sono sostituite da un paio di singoli degli anni ottanta. In Francia il disco uscì solo l'anno successivo e come bonus track fu inserito il remix del 1995 della hit I Feel Love.

## Tracce

### Edizione Stati Uniti
1. Melody of Love (Wanna Be Loved) – 4:16 (Joe Carrano, Robert Clivillés, David Cole, Donna Summer)
2. Love to Love You Baby – 3:21 (Pete Bellotte, Giorgio Moroder, Donna Summer)
3. Could It Be Magic – 3:55 (Adrienne Anderson, Barry Manilow)
4. I Feel Love – 3:46 (Giorgio Moroder, Pete Bellotte, Donna Summer)
5. Last Dance – 3:18 (Paul Jabara)
6. MacArthur Park – 3:55 (Jimmy Webb)
7. Heaven Knows – 3:22 (Pete Bellotte, Greg Mathieson, Giorgio Moroder, Donna Summer)
8. Hot Stuff – 3:50 (Pete Bellotte, Harold Faltermeyer, Keith Forsey)
9. Bad Girls – 3:54 (Joe Esposito, Eddie Hokenson, Bruce Sudano, Donna Summer)
10. Dim All The Lights – 4:04 (Donna Summer)
11. No More Tears (Enough Is Enough) – 4:48 (Paul Jabara, Bruce Roberts) – con Barbra Streisand
12. On the Radio – 4:03 (Giorgio Moroder, Donna Summer)
13. The Wanderer – 3:45 (Giorgio Moroder, Donna Summer)
14. Love Is in Control (Finger on the Trigger) – 4:19 (Quincy Jones, Merria Ross, Rod Temperton)
15. State of Independence – 4:25 (Jon Anderson, Vangelis)
16. She Works Hard for the Money – 4:33 (Michael Omartian, Donna Summer)
17. This Time I Know It's for Real – 3:36 (Matt Aitken, Mike Stock, Donna Summer, Pete Waterman)
18. Any Way at All – 4:16 (Eric Silver, Bruce Sudano, Donna Summer)

### Edizione Europa
1. Melody of Love (Wanna Be Loved) – 4:16 (Joe Carrano, Robert Clivillés, David Cole, Donna Summer)
2. Love to Love You Baby – 3:21 (Pete Bellotte, Giorgio Moroder, Donna Summer)
3. Could It Be Magic – 3:55 (Adrienne Anderson, Barry Manilow)
4. I Feel Love – 3:46 (Giorgio Moroder, Pete Bellotte, Donna Summer)
5. Love's Unkind – 4:26 (Pete Bellotte, Giorgio Moroder, Donna Summer)
6. I Love You – 3:19 (Pete Bellotte, Giorgio Moroder, Donna Summer)
7. Last Dance – 3:18 (Paul Jabara)
8. MacArthur Park – 3:55 (Jimmy Webb)
9. Hot Stuff – 3:50 (Pete Bellotte, Harold Faltermeyer, Keith Forsey)
10. Bad Girls – 3:54 (Joe Esposito, Eddie Hokenson, Bruce Sudano, Donna Summer)
11. No More Tears (Enough Is Enough) – 4:48 (Paul Jabara, Bruce Roberts) – con Barbra Streisand
12. On the Radio – 4:03 (Giorgio Moroder, Donna Summer)
13. Love Is in Control (Finger on the Trigger) – 4:19 (Quincy Jones, Merria Ross, Rod Temperton)
14. State of Independence – 4:25 (Joe Anderson, Vangelis)
15. She Works Hard for the Money – 4:33 (Michael Omartian, Donna Summer)
16. Unconditional Love – 3:57 (Michael Omartian, Donna Summer)
17. This Time I Know It's for Real – 3:36 (Matt Aitken, Mike Stock, Donna Summer, Pete Waterman)
18. I Don't Wanna Get Hurt – 3:26 (Matt Aitken, Mike Stock, Pete Waterman)
19. Any Way at All – 4:16 (Eric Silver, Bruce Sudano, Donna Summer)

### Edizione Francia (Greatest Hits)
1. I Feel Love ('95 Remix) – 3:50 (Pete Bellotte, Giorgio Moroder, Donna Summer)
2. Love to Love You Baby – 3:21 (Pete Bellotte, Giorgio Moroder, Donna Summer)
3. Could It Be Magic – 3:55 (Adrienne Anderson, Barry Manilow)
4. Love's Unkind – 4:26 (Pete Bellotte, Giorgio Moroder, Donna Summer)
5. I Love You – 3:19 (Pete Bellotte, Giorgio Moroder, Donna Summer)
6. Last Dance – 3:18 (Paul Jabara)
7. MacArthur Park – 3:55 (Jimmy Webb)
8. Hot Stuff – 3:50 (Pete Bellotte, Harold Faltermeyer, Keith Forsey)
9. Bad Girls – 3:54 (Joe Esposito, Eddie Hokenson, Bruce Sudano, Donna Summer)
10. No More Tears (Enough Is Enough) – 4:48 (Paul Jabara, Bruce Roberts) – con Barbra Streisand
11. On the Radio – 4:03 (Giorgio Moroder, Donna Summer)
12. Love Is in Control (Finger on the Trigger) – 4:19 (Quincy Jones, Merria Ross, Rod Temperton)
13. State of Independence – 4:25 (Joe Anderson, Vangelis)
14. She Works Hard for the Money – 4:33 (Michael Omartian, Donna Summer)
15. Unconditional Love – 3:57 (Michael Omartian, Donna Summer)
16. This Time I Know It's for Real – 3:36 (Matt Aitken, Mike Stock, Donna Summer, Pete Waterman)
17. I Don't Wanna Get Hurt – 3:26 (Matt Aitken, Mike Stock, Pete Waterman)
18. I Feel Love – 3:46 (Giorgio Moroder, Pete Bellotte, Donna Summer)